# هيرناندو
هيرناندو (مسيسيبي) (بالإنجليزية: Hernando, Mississippi)‏ هي مدينة تقع في الولايات المتحدة في مقاطعة ديسوتو. يقدر عدد سكانها بـ 14,135 نسمة ومساحتها 29.4 كم2 وترتفع عن سطح البحر 116 متر.

## التركيبة السكانية
حدّد مكتب تعداد الولايات المتحدة بيانات التركيبة السكانية لهيرناندو في تعداد الولايات المتحدة. في ما يلي، التركيبة السكانية حسب تعدادي 2000 و2010.

### تعداد عام 2000
بلغ عدد سكان هيرناندو 6,812 نسمة بحسب تعداد عام 2000، وبلغ عدد الأسر 2,482 أسرة وعدد العائلات 1,810 عائلة مقيمة في المدينة. في حين سجلت الكثافة السكانية 103.6 نسمة لكل كيلومتر مربع (268.3/ميل2). وبلغ عدد الوحدات السكنية 2,720 وحدة بمتوسط كثافة قدره 41.4 لكل كيلومتر مربع (107.2/ميل2).
وتوزع التركيب العرقي للمدينة بنسبة 76.35% من البيض و21.48% من الأمريكيين الأفارقة و0.15% من الأمريكيين الأصليين و0.66% من الأمريكيين ذوي الأصول الآسيوية و0.78% من الأعراق الأخرى و0.59% من عرقين مختلطين أو أكثر و3.04% من الهسبانيون أو اللاتينيون من أي عرق.
بلغ عدد الأسر 2,482 أسرة كانت نسبة 39.4% منها لديها أطفال تحت سن الثامنة عشر تعيش معهم، وبلغت نسبة الأزواج القاطنين مع بعضهم البعض 55.2% من أصل المجموع الكلي للأسر، ونسبة 13.4% من الأسر كان لديها معيلات من الإناث دون وجود شريك،  بينما كانت نسبة 4.4% من الأسر لديها معيلون من الذكور دون وجود شريكة وكانت نسبة 27.1% من غير العائلات. تألفت نسبة 22.9% من أصل جميع الأسر من عدة أفراد يعيشون في نفس المنزل ونسبة 8.5% كانت تتألف من شخص يعيش بمفرده يبلغ من العمر 65 عاماً أو أكثر. وبلغ متوسط حجم الأسرة المعيشية 2.60، أما متوسط حجم العائلات فبلغ 3.05.
بلغ العمر الوسطي للسكان 34.1 عاماً. وكانت نسبة 25.7% من القاطنين تحت سن الثامنة عشر، وكانت نسبة 8.3% بين الثامنة عشر والرابعة والعشرين عاماً، ونسبة 28.9% كانت واقعةً في الفئة العمرية ما بين الخامسة والعشرين والرابعة والأربعين عاماً، ونسبة 21.6% كانت ما بين الخامسة والأربعين والرابعة والستين، ونسبة 10.2% كانت ضمن فئة الخامسة والستين عاماً فما فوق. يوجد لكل 100 أنثى 95.2 ذكر، ويوجد لكل 100 أنثى في الثامنة عشر من عمرها فما فوق 92.2 ذكر.
بلغ متوسط دخل الأسرة في المدينة 43,217 دولارًا، أما متوسط دخل العائلة فبلغ 51,155 دولارًا. وكان متوسط دخل الذكور 39,706 دولارًا مقابل 25,685 دولارًا للإناث. وسجل دخل الفرد الخاص بالمدينة 20,731 دولارًا. وكانت نسبة 6.5% من العائلات ونسبة 9.8% من السكان تحت خط الفقر، وكان من هؤلاء نسبة 13.1% تحت سن الثامنة عشر ونسبة 16.3% في الخامسة والستين من العمر وما فوق.

## معرض صور

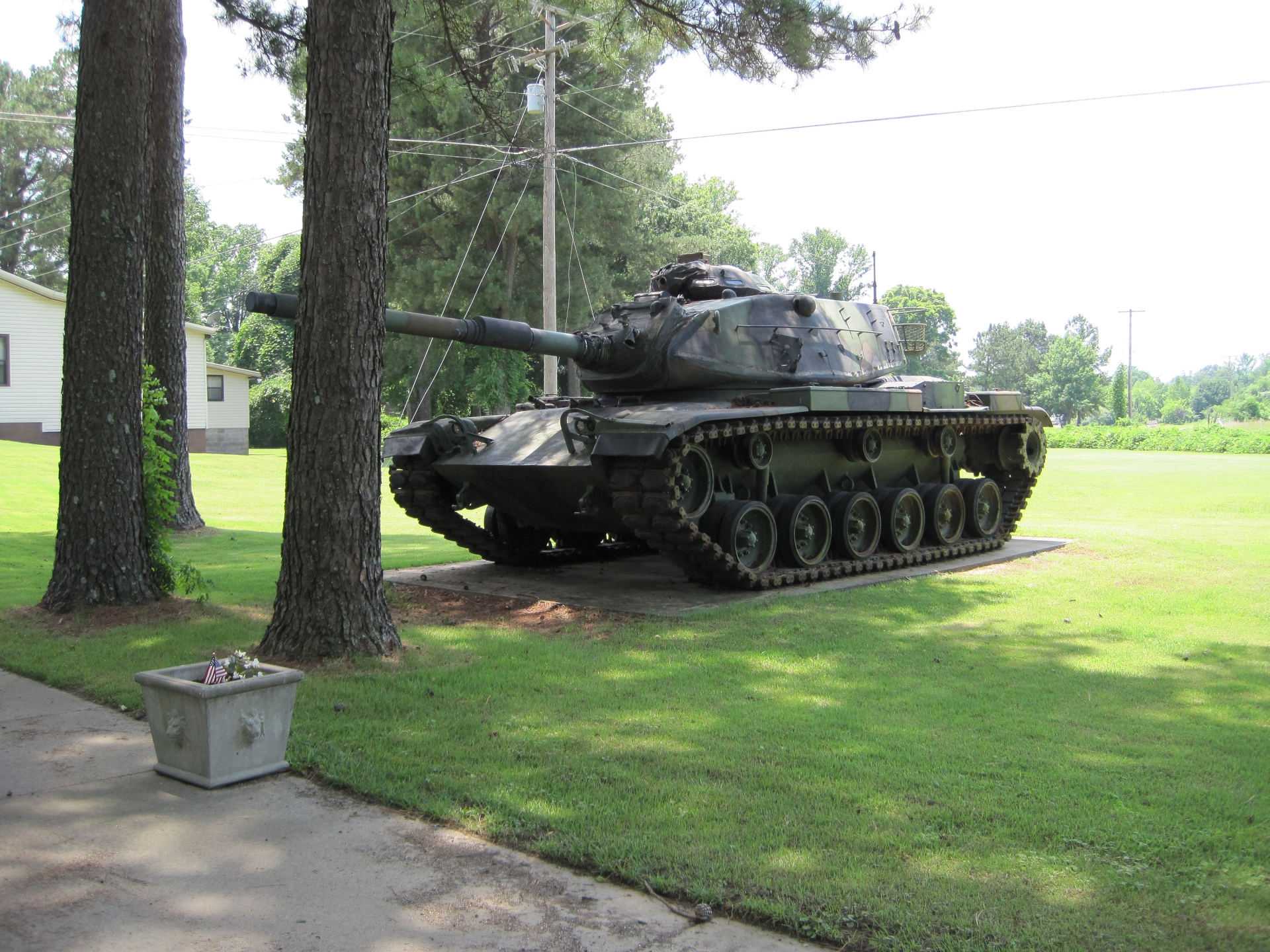
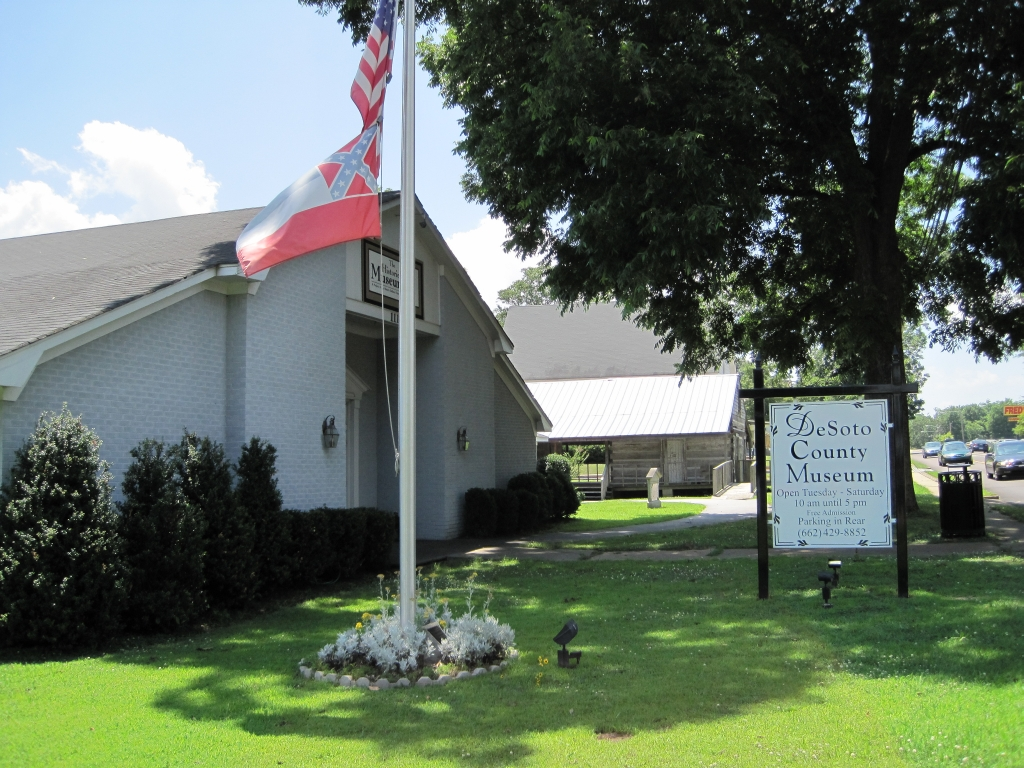
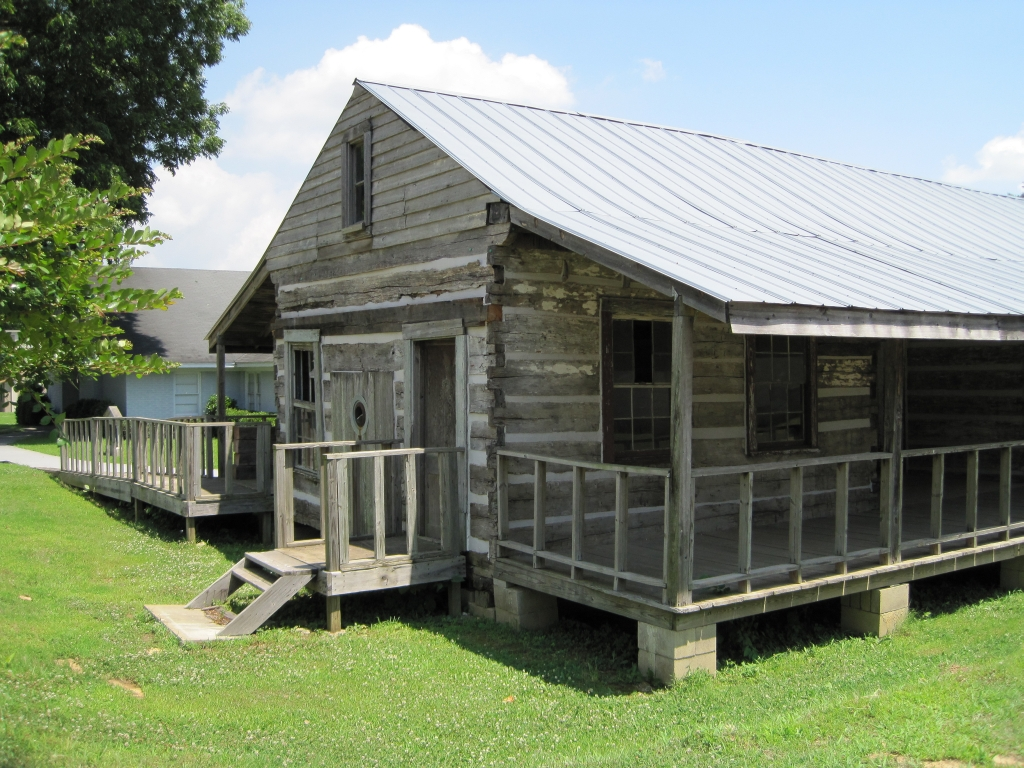
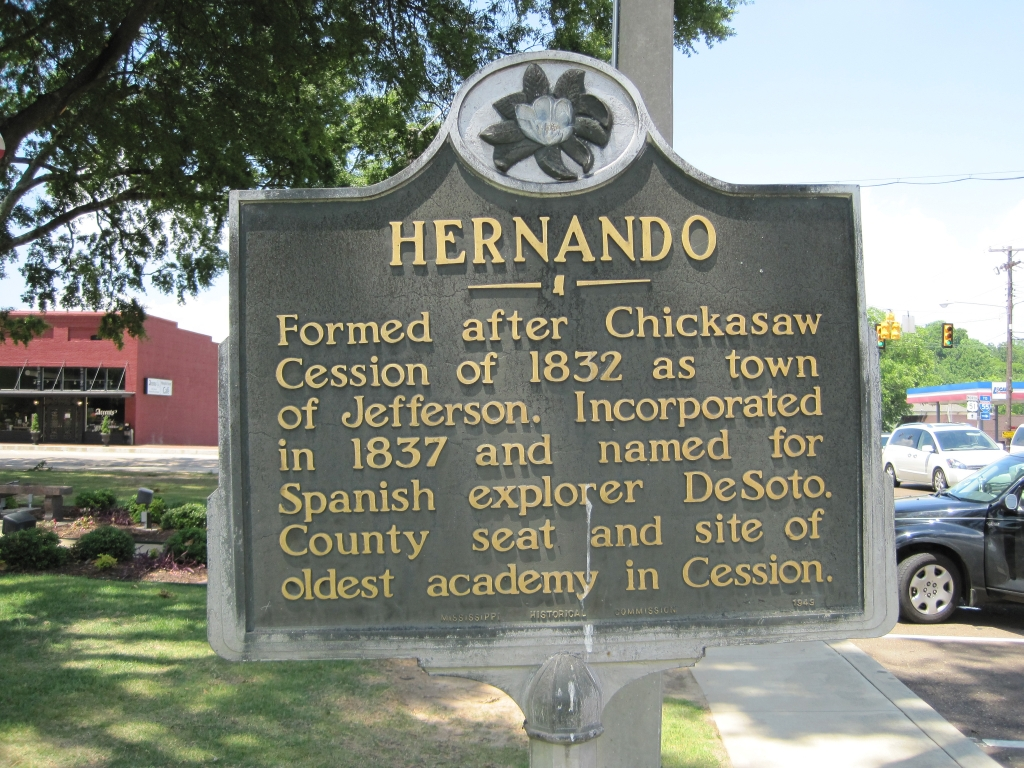
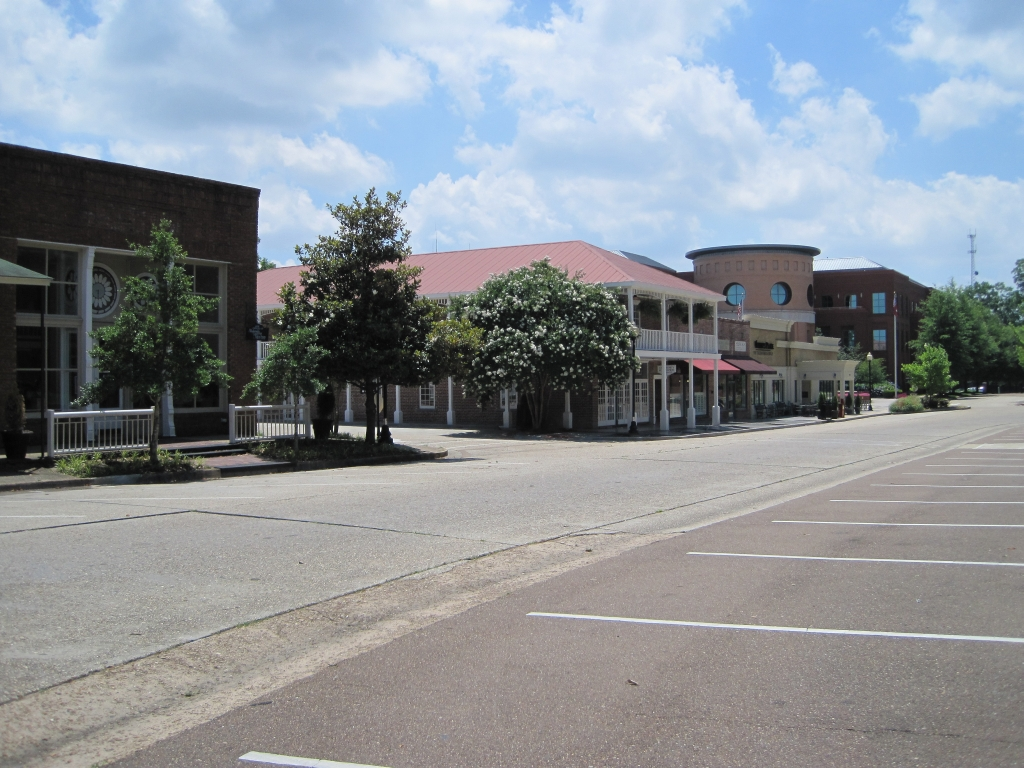

### تعداد عام 2010
بلغ عدد سكان هيرناندو 14,090 نسمة بحسب تعداد عام 2010، وبلغ عدد الأسر 5,182 أسرة وعدد العائلات 3,843 عائلة مقيمة في المدينة. في حين سجلت الكثافة السكانية 214.2 نسمة لكل كيلومتر مربع (554.8/ميل2). وبلغ عدد الوحدات السكنية 5,506 وحدة بمتوسط كثافة قدره 83.7 لكل كيلومتر مربع (216.8/ميل2).
وتوزع التركيب العرقي للمدينة بنسبة 81.55% من البيض و13.07% من الأمريكيين الأفارقة و0.21% من الأمريكيين الأصليين و1.03% من الأمريكيين ذوي الأصول الآسيوية و0.02% من سكان جزر المحيط الهادئ و2.97% من الأعراق الأخرى و1.14% من عرقين مختلطين أو أكثر و5.49% من الهسبانيون أو اللاتينيون من أي عرق.
بلغ عدد الأسر 5,182 أسرة كانت نسبة 40.3% منها لديها أطفال تحت سن الثامنة عشر تعيش معهم، وبلغت نسبة الأزواج القاطنين مع بعضهم البعض 58% من أصل المجموع الكلي للأسر، ونسبة 12.1% من الأسر كان لديها معيلات من الإناث دون وجود شريك،  بينما كانت نسبة 4.1% من الأسر لديها معيلون من الذكور دون وجود شريكة وكانت نسبة 25.8% من غير العائلات. تألفت نسبة 22.2% من أصل جميع الأسر من عدة أفراد يعيشون في نفس المنزل ونسبة 9.7% كانت تتألف من شخص يعيش بمفرده يبلغ من العمر 65 عاماً أو أكثر. وبلغ متوسط حجم الأسرة المعيشية 2.67، أما متوسط حجم العائلات فبلغ 3.13.
بلغ العمر الوسطي للسكان 35.7 عاماً. وكانت نسبة 27.2% من القاطنين تحت سن الثامنة عشر، وكانت نسبة 6.9% بين الثامنة عشر والرابعة والعشرين عاماً، ونسبة 30.1% كانت واقعةً في الفئة العمرية ما بين الخامسة والعشرين والرابعة والأربعين عاماً، ونسبة 23.8% كانت ما بين الخامسة والأربعين والرابعة والستين، ونسبة 12.1% كانت ضمن فئة الخامسة والستين عاماً فما فوق. وتوزع التركيب الجنسي للسكان بنسبة 48.8% ذكور و51.2% إناث.

## أعلام
- فليتشير لان
- برادلي سويل
- دونالد براون
- لويس بولارد
- كينيدي ماكيني